# Johann Cadau

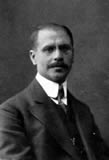
Johann Cadau, Bayerischer Landtagsabgeordneter

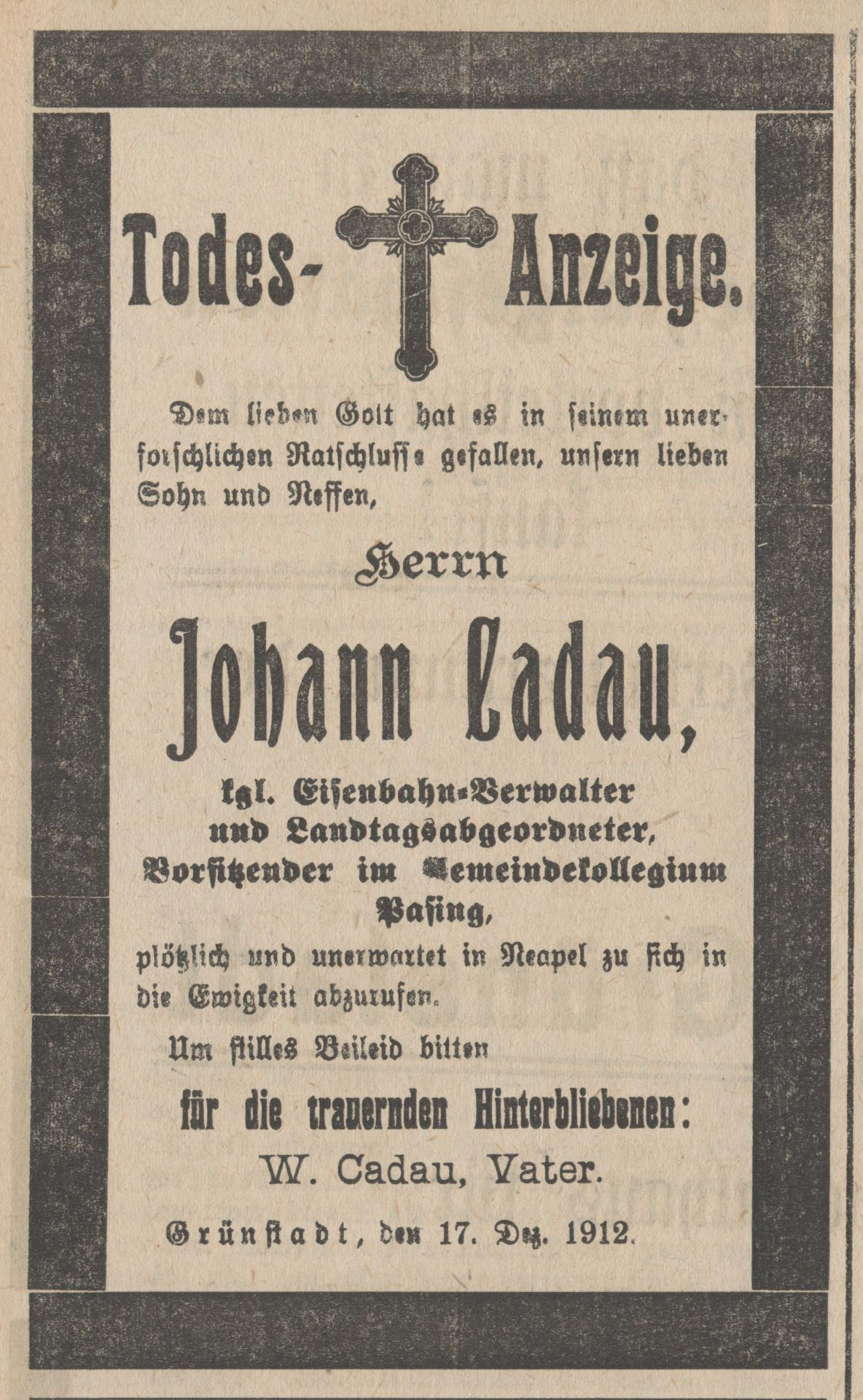
Todesanzeige aus der Grünstadter Zeitung vom 17. Dezember 1912

Johann Cadau, auch Jean Cadau (* 14. Juli 1871 in Grünstadt, Pfalz, Königreich Bayern; † 16. Dezember 1912 in Neapel, Italien) war Bahnbeamter, Zentrumspolitiker und von 1907 bis 1912 Abgeordneter in der Bayerischen Abgeordnetenkammer in München.

## Leben
Johann Cadau, der seinen Vornamen oftmals der Zeitmode entsprechend als „Jean“ französisierte, wurde im pfälzischen Städtchen Grünstadt geboren. Er war Eisenbahner von Beruf und versah zuletzt das Amt eines Bahnexpeditors (Vorsteher kleinerer Stationen) bei der königlichen Eisenbahndirektion München, an der Station "Neu-Pasing II", einem Villen-Ortsteil von Pasing.
Cadau engagierte sich als Katholik politisch in der Zentrumspartei. Dort wollte man – um verloren gegangenes Terrain wiederzugewinnen – auch Arbeitnehmer in Parlamentspositionen bringen. Einer davon war Johann Cadau. Trotz seiner beruflich eher bescheidenen Stellung avancierte er zum Abgeordneten im Bayerischen Landtag; als Zentrumsmann gewählt von 1907 bis 1911 im Wahlkreis München-Land, danach wiedergewählt für den Wahlkreis Aichach. Gleichzeitig fungierte er lokalpolitisch auch als Vorsitzender des Kollegiums der Gemeindebevollmächtigten der Stadt Pasing, was einem Bürgermeister entsprach. Cadau bemühte sich besonders um Sozial- und Arbeiterfragen, er gehörte verschiedenen Parlamentsausschüssen an. Im „Ausschuss zur Beratung der Anträge Arbeiterverhältnisse betreffend“ bekleidete er von 1907 bis 1912 das Amt des stellvertretenden Vorsitzenden. Ab Sommer 1909 amtierte der ebenfalls im Arbeitermilieu sehr aktive pfälzische Zentrumsmann Franz Bettinger als Erzbischof von München und Freising, wodurch die Bemühungen Cadaus nachhaltige Unterstützung erfuhren.
Johann Cadau verstarb während eines Erholungsurlaubs in Neapel, Italien; Todesursache sei eine plötzlich aufgetretene Magenblutung gewesen. Die Grünstadter Zeitung seiner Geburtsstadt, berichtet in ihrer Ausgabe Nr. 297, vom 17. Dezember 1912 darüber. Dort befindet sich auch eine Todesanzeige, aufgegeben von der hier ansässigen Familie. Cadaus Parlamentssitz und das Amt des stellvertretenden Vorsitzenden des Arbeiterausschusses übernahm der katholische Gerbermeister Ferdinand Müller aus Aichach (1859–1944).
Als Bahnbeamter redigierte Johann Cadau über Jahre hinweg den in München erscheinenden
„Eisenbahner-Kalender“, verlegt bei der dortigen Verlagsgesellschaft für Eisenbahn-Kunde. Im offiziellen Bericht über den 57. Deutschen Katholikentag, vom 21. bis 25. August 1910, in Augsburg ist Johann Cadau als „Königlicher Bahnverwalter und Landtagsabgeordneter aus Pasing“ in der Liste angemeldeter Veranstaltungsteilnehmer eingetragen (Festschrift, Seite 700).